# Усть-Журавлиха
Усть-Журавлиха — село в Усть-Пристанском районе Алтайского края. Входит в состав Красноярского сельсовета.

## География
Расположено на левом берегу реки Журавлихи, вблизи места её впадения в реку Чарыш. Абсолютная высота — 158 метров над уровнем моря.

## История
Основано в 1760 году. В 1926 году в Усть-Журавлихе имелось 693 хозяйства и проживало 3719 человек (1802 мужчины и 1917 женщин). В национальном составе населения того периода преобладали русские. Действовали школа I ступени, изба-читальня, лавка общества потребителей и сырозавод. В административном отношении являлось центром Усть-Журавлихинского сельсовета Пристанского района Бийского округа Сибирского края.

## Население
| 1926 | 1997 | 1998 | 1999 | 2000 | 2001 | 2002 | 2003 | 2004 | 2005 | 2006 |
| ---- | ---- | ---- | ---- | ---- | ---- | ---- | ---- | ---- | ---- | ---- |
| 3719 | ↘560 | ↗568 | ↘563 | ↘561 | ↘555 | ↘527 | ↘510 | ↗532 | →532 | ↘506 |
| 2007 | 2008 | 2009 | 2010 | 2011 | 2012 | 2013 |      |      |      |      |
| ↗507 | ↘491 | ↘416 | ↘399 | ↗401 | ↘380 | ↘369 |      |      |      |      |

Национальный состав
Согласно результатам переписи 2002 года, в национальной структуре населения русские составляли 85 %.